# Crash Bandicoot
Crash Bandicoot er et populært videospil lavet af Andy Gavin og Jason Rubin. Spillene foregår oftest på N. Sanity Island, men andre områder findes dog også ofte. Størstedelen af spillene i serien er platformspil, men en stor del af serien er dog "spin-offs" i forskellige genre. Serien har solgt 35 millioner kopier, og består af 14 spil pr. 2007.

## Oversigt
Spillene i Crash Bandicoot serien har en punggrævling ved navn Crash som den centrale, spilbare figur og helt. Crashs stille liv på N. Sanity Island bliver ofte spoleret af hoved-skurken i serien, Doctor Neo Cortex, som skabte Crash og nu ikke ønsker andet end, at han vil forsvinde. Det er som regel op til Crash at bekæmpe Cortex og spolere enhver plan, han måtte have om at erobre verden.
Det første tre Crash-spil samt flere efterfølgende Crash-spil var platform-spil. Der er kopier af Aku Aku-masker spredt gennem alle baner. Hvis en Aku Aku-maske samles op, mens Crash allerede har en, bliver denne til en af guld. Samles en tredje maske op, mens Crash har en guldmaske, bliver Crash midlertidig usårlig, hvorefter masken vender tilbage til guld. Bliver man ramt af en fjende, reduceres guldmasken til en normal, eller fra en normal til ingen. Bliver Crash ramt uden en maske, bliver han dræbt, hvilket ofte vises som en komisk animation.
De fleste Crash-spil i serien består hver af omkring 25 baner, hvor hver bane bliver sværere, jo længere ind i spillet man kommer, hvilket for det meste kræver specielle evner vundet fra at bekæmpe bosser. Dette gælder dog ikke det originale Crash Bandicoot og tager heller ikke skjulte baner med bonusgenstande i betragtning.

## Spil Oversigt

### Naughty Dog era
- Crash Bandicoot – PlayStation – 1996 – Officiel hjemmeside

- Crash Bandicoot 2: Cortex Strikes Back – PlayStation – 1997 – Officiel hjemmeside

- Crash Bandicoot 3: Warped – PlayStation – 1998 – Officiel hjemmeside

- Crash Team Racing – PlayStation- 1999 – Officiel hjemmeside

### Eurocom/Traveller's Tales/Vicarious Visions era
- Crash Bash – PlayStation – 2000 – Officiel hjemmeside

- Crash Bandicoot: The Wrath of Cortex – PlayStation 2, Game Boy Advance, Xbox, GameCube – 2001 – Officiel hjemmeside Arkiveret 29. september 2007 hos  Wayback Machine

- Crash Bandicoot: The Huge Adventure – Game Boy Advance – 2002

- Crash Bandicoot 2: N-Tranced – Game Boy Advance – 2003

- Crash Bandicoot Purple: Ripto's Rampage – Game Boy Advance – 2004 – Officiel hjemmeside

- Crash Nitro Kart – PlayStation 2, Xbox, GameCube, Game Boy Advance, N-Gage, – 2003

- Crash Twinsanity – PlayStation 2, Xbox, Mobile – 2004 – Officiel hjemmeside Arkiveret 13. juni 2006 hos  Wayback Machine

### Dimps/Radical Entertainment era
- Crash Tag Team Racing – PlayStation 2, Xbox, GameCube, PlayStation Portable – 2005

- Crash, Boom, Bang! – Nintendo DS – 2006

- Crash of the Titans – Wii, Xbox 360, PS2, PSP, Nintendo DS, Game Boy Advance (NTSC Only) – 2007

- Crash: Mind over Mutant – Wii, Xbox 360, PS2, PSP, Nintendo DS, Game Boy Advance (NTSC Only) – 2008